# Mononoke (anime)
Mononoke (jap. モノノ怪) – serial anime wyprodukowany przez studio Toei Animation, emitowany od lipca do września 2007 na antenie Fuji TV w bloku Noitamina. Anime jest spin-offem serii Ayakashi: Japanese Classic Horror z 2006 roku.
Z okazji 15-lecia serii ogłoszono powstanie trylogii filmów anime. Pierwsza część, Zjawa w deszczu, miała premierę w lipcu 2024 roku, druga, Hinezumi, zadebiutowała w marcu 2025 roku, natomiast trzeci film, Hebigami, zaplanowano na wiosnę 2026 roku.

## Fabuła
Mononoke opowiada o wędrującym, nieznanym z imienia bohaterze określanym jedynie jako „sprzedawca leków”. Seria składa się z pojedynczych rozdziałów, w których sprzedawca leków napotyka, zwalcza i ostatecznie niszczy mononoke. Mononoke to rodzaj ayakashi – nienaturalnych duchów, które przebywają w świecie ludzi, wiążąc się z negatywnymi ludzkimi emocjami. Sprzedawca leków zawsze postępuje w ten sam sposób: wykorzystuje swoją wiedzę o zjawiskach nadprzyrodzonych, aby odpierać mononoke, dopóki nie pozna kształtu ducha (katachi), prawdy (makoto) i jego motywacji (kotowari). Dopiero wtedy może dobyć miecza i wypędzić demona.

## Anime
Telewizyjny serial anime został wyprodukowany przez studio Toei Animation, za reżyserię odpowiadał Kenji Nakamura, a scenariusz napisali Chiaki J. Konaka, Ikuko Takahashi, Michiko Yokote oraz Manabu Ishikawa. Rolę reżysera animacji pełnił Takashi Hashimoto, który był także projektantem postaci, dyrektorem artystycznym został Takashi Kurahashi, a muzykę skomponował Yasuharu Takanashi. 12-odcinkowy serial był emitowany na antenie Fuji TV w bloku Noitamina od 12 lipca do 27 września 2007. Motywem otwierającym jest „Kagen no tsuki” (jap. 下弦の月) w wykonaniu Ryōty Komatsu i Charliego Koseia, natomiast końcowym „Natsu no hana” (jap. ナツノハナ) autorstwa Juju.
W Polsce seria była emitowana na kanale Hyper+ od 27 stycznia do 7 lutego 2012.

### Filmy kinowe
Podczas wydarzenia z okazji 15. rocznicy serii, które odbyło się 18 czerwca 2022, zapowiedziano film anime tworzony przez Twin Engine z Kenjim Nakamurą jako reżyserem. Początkowo premiera była zaplanowana na 2023 rok, jednak w lutym 2023 poinformowano, że premiera zostanie opóźniona. Dodatkowo Takahiro Sakurai, który początkowo miał ponownie wcielić się w rolę sprzedawcy leków, został usunięty z obsady filmu. 
Film, zatytułowany Mononoke – film: Zjawa w deszczu, miał premierę 26 lipca 2024, a w roli sprzedawcy leków wystąpił Hiroshi Kamiya. Film został zaprezentowany 20 lipca 2024 na 28. Międzynarodowym Festiwalu Filmowym Fantasia. Później Kamiya zdradził, że w produkcji jest kontynuacja. W lipcu 2024 ogłoszono, że projekt filmowy Mononoke będzie składał się z trzech filmów. Drugi film, zatytułowany Gekijōban Mononoke: Dai ni shō – Hinezumi, miał premierę w Japonii 14 marca 2025. Ostatni film, Gekijōban Mononoke: Dai san shō – Hebigami, został zapowiedziany 14 marca 2025 i ma ukazać się wiosną 2026 roku.

## Manga
Manga na podstawie wątku Bakeneko była publikowana w magazynie „Young Gangan” między 17 sierpnia 2007 a 1 sierpnia 2008. Jej rozdziały zostały zebrane w dwóch tankōbonach, wydanych 25 stycznia i 25 września 2008 nakładem wydawnictwa Square Enix.
| Nr | Data wydania (język japoński) | ISBN (język japoński)  |
| -- | ----------------------------- | ---------------------- |
| 1  | 25 stycznia 2008              | ISBN 978-4-7575-2211-4 |
| 2  | 25 września 2008              | ISBN 978-4-7575-2388-3 |

Druga manga, zatytułowana Mononoke: Umibōzu, ukazywała się w magazynie „Gekkan Comic Zenon” od 25 września 2013 do 25 listopada 2014. Wydawnictwo Tokuma Shoten zebrało jej rozdziały w dwóch tankōbonach, opublikowanych 19 lipca 2014i 20 grudnia 2014.
| Nr | Data wydania (język japoński) | ISBN (język japoński)  |
| -- | ----------------------------- | ---------------------- |
| 1  | 19 lipca 2014                 | ISBN 978-4-19-980223-2 |
| 2  | 20 grudnia 2014               | ISBN 978-4-19-980250-8 |

Manga będąca adaptacją filmu Mononoke – film: Zjawa w deszczu ukazywała się w magazynie „Gekkan Shōnen Sirius” wydawnictwa Kōdansha od 26 maja 2024 do 2 marca 2025. Jej rozdziały zostały zebrane w dwóch tankōbonach, wydanych 23 lipca 2024 i 7 marca 2025.
| Nr | Data wydania (język japoński) | ISBN (język japoński)  |
| -- | ----------------------------- | ---------------------- |
| 1  | 23 lipca 2024                 | ISBN 978-4-06-536170-2 |
| 2  | 7 marca 2025                  | ISBN 978-4-06-538751-1 |